# Liste des puits situés au Chambon-Feugerolles
Cet article liste les puits de mines et les fendues du bassin houiller de la Loire situés sur le territoire du Chambon-Feugerolles.

## Liste des puits
| Nom du puits ou de la fendue             | No  | Compagnie                                     | Commune                | Géolocalisation             |
| ---------------------------------------- | --- | --------------------------------------------- | ---------------------- | --------------------------- |
| Puits Barlet                             |     |                                               | Le Chambon-Feugerolles | 45° 24′ 05″ N, 4° 20′ 57″ E |
| Fendue Barret no 1                       |     |                                               | Le Chambon-Feugerolles | 45° 23′ 26″ N, 4° 18′ 07″ E |
| Fendue Barret no 2                       |     |                                               | Le Chambon-Feugerolles | 45° 23′ 24″ N, 4° 18′ 03″ E |
| Fendue Barret no 3                       |     |                                               | Le Chambon-Feugerolles | 45° 23′ 21″ N, 4° 18′ 07″ E |
| Fendue du Bois de Montrambert            |     |                                               | Le Chambon-Feugerolles | 45° 24′ 30″ N, 4° 21′ 05″ E |
| Puits du Chambon                         |     |                                               | Le Chambon-Feugerolles | 45° 23′ 49″ N, 4° 19′ 59″ E |
| Fendue des Combes no 1                   |     |                                               | Le Chambon-Feugerolles | 45° 24′ 34″ N, 4° 21′ 07″ E |
| Fendue des Combes no 2                   |     |                                               | Le Chambon-Feugerolles | 45° 24′ 38″ N, 4° 21′ 14″ E |
| Fendue des Combes no 3                   |     |                                               | Le Chambon-Feugerolles | 45° 24′ 40″ N, 4° 21′ 11″ E |
| Fendue des Combes no 4 (ou des Égassons) |     |                                               | Le Chambon-Feugerolles | 45° 24′ 40″ N, 4° 21′ 16″ E |
| Fendue des Combes no 6                   |     |                                               | Le Chambon-Feugerolles | 45° 24′ 35″ N, 4° 21′ 17″ E |
| Fendue des Combes no 7                   |     |                                               | Le Chambon-Feugerolles | 45° 24′ 44″ N, 4° 21′ 14″ E |
| Fendue Floréal                           |     |                                               | Le Chambon-Feugerolles | 45° 24′ 03″ N, 4° 20′ 35″ E |
| Puits Flotard                            | 203 | Houillères de Montrambert et de la Béraudière | Le Chambon-Feugerolles | 45° 23′ 53″ N, 4° 20′ 14″ E |
| Puits du Levant (ou de la Chèvre)        |     |                                               | Le Chambon-Feugerolles | 45° 24′ 14″ N, 4° 20′ 41″ E |
| Fendue du Levant no 1                    |     |                                               | Le Chambon-Feugerolles | 45° 24′ 15″ N, 4° 20′ 48″ E |
| Fendue du Levant no 2                    |     |                                               | Le Chambon-Feugerolles | 45° 24′ 21″ N, 4° 20′ 56″ E |
| Fendue du Levant no 3                    |     |                                               | Le Chambon-Feugerolles | 45° 24′ 21″ N, 4° 20′ 54″ E |
| Fendue du Levant no 4                    |     |                                               | Le Chambon-Feugerolles | 45° 24′ 17″ N, 4° 20′ 50″ E |
| Puits du Marais                          | 202 | Houillères de Montrambert et de la Béraudière | Le Chambon-Feugerolles | 45° 23′ 57″ N, 4° 20′ 40″ E |
| Puits Marseille                          |     |                                               | Le Chambon-Feugerolles | 45° 24′ 10″ N, 4° 21′ 00″ E |
| Fendue de Montrambert                    |     |                                               | Le Chambon-Feugerolles | 45° 24′ 03″ N, 4° 21′ 03″ E |
| Puits Montrambert d'aérage               |     |                                               | Le Chambon-Feugerolles | 45° 24′ 03″ N, 4° 21′ 02″ E |
| Fendue Palluat                           |     |                                               | Le Chambon-Feugerolles | 45° 24′ 28″ N, 4° 20′ 54″ E |
| Fendue Pontcharra no 1                   |     |                                               | Le Chambon-Feugerolles | 45° 24′ 03″ N, 4° 20′ 32″ E |
| Fendue Pontcharra no 2                   |     |                                               | Le Chambon-Feugerolles | 45° 24′ 04″ N, 4° 20′ 30″ E |
| Fendue Pontcharra no 3                   |     |                                               | Le Chambon-Feugerolles | 45° 24′ 04″ N, 4° 20′ 31″ E |
| Fendue Pontcharra no 4                   |     |                                               | Le Chambon-Feugerolles | 45° 24′ 04″ N, 4° 20′ 33″ E |
| Fendue Pontcharra no 5                   |     |                                               | Le Chambon-Feugerolles | 45° 24′ 06″ N, 4° 20′ 40″ E |
| Fendue Pontcharra no 6                   |     |                                               | Le Chambon-Feugerolles | 45° 24′ 07″ N, 4° 20′ 42″ E |
| Puits Rolland                            | 217 | Houillères de Montrambert et de la Béraudière | Le Chambon-Feugerolles |                             |
| Puits Saint Thomas                       | 257 | Mines de Roche-la-Molière et Firminy          | Le Chambon-Feugerolles |                             |